# Kadril
Kadril is een Belgische folkgroep, in 1976 ontstaan uit de toenmalige jeugd- en natuurbeweging Wielewaaljongeren (huidige Jeugdbond voor Natuur en Milieu). De groepsnaam verwijst naar de salondans Quadrille, in Vlaanderen verbasterd tot Kwadril of Kadril.

## Geschiedenis
Na een aantal jaren van optreden op pensenkermissen en buurtfeesten begon voor de groep het echte werk in 1986 met het verschijnen van de eerste titelloze LP.
Daarna werd Kadril uitgenodigd om mee te werken aan de Radio 1 productie (met Dree Peremans) rond de Vlaamse liedboeken. Hier ontstond de eerste samenwerking met Patrick Riguelle.
In 1990 verscheen de eerste cd De vogel in de muite. Hier werd voor het eerst geknipoogd in de richting van de folkrock, maar het bleef in de eerste plaats een folkplaat.
Daarna werd de samenwerking met Patrick Riguelle vastgelegd op de cd Nooit met krijt. Dit werd algemeen beschouwd als een van de hoogtepunten binnen het genre en bevat klassiekers zoals 'Het heerke van Maldegem', 'Louise' en 'Seerlands dale'.
Twee jaar later verscheen het livealbum De groote boodschap en dit werd het einde van de samenwerking met Patrick. Het vertrek werd met lede ogen aangezien maar spoedig vond men een waardige opvolgster in de persoon van Eva de Roovere.
Met haar verscheen een eerste cd die heel toepasselijk Eva werd genoemd.
Een tweede cd met Eva werd Pays. Deze werd geproduceerd door Gabriel Yacoub, de voorman van de Franse folkgroep Malicorne.
In 2004 kwam een van de grootste projecten van Kadril tot stand, namelijk La Paloma Negra. Hier ging de groep samenwerken met de Galicische zangeressen en muzikanten van Ialma en later Alumea. In oktober dat jaar verliet Eva De Roovere de groep, ze werd vervangen door Mariken Boussemaere.
In 2005 en nauwelijks bekomen van het vorige project begon Kadril aan een project rond de emigratie naar Amerika, een thema dat de broers Libbrecht zeer na aan het hart lag. Ook hier werden buitenlandse gasten uitgenodigd, namelijk Szilvia Bognár en Heather Grabham, maar bovenal werd dit het debuut van de nieuwe zangeres Mariken Boussemaere. Deze cd kreeg als titel De Andere Kust.
In 2006 was Kadril, naar aanleiding van hun 30-jarig bestaan, hoofdgast op de Nekka-Nacht in het Antwerpse Sportpaleis.
Op 7 september 2007 waren ze samen met Sois Belle in Moorslede op een benefietconcert ten voordele van Sabou Fanyi Guinee.
In het voorjaar van 2009 bracht Kadril de nieuwe cd Mariage uit. Later dat jaar verliet Mariken Boussemaere de groep; ze speelde haar laatste optreden op het folkfestival Gooikoorts. Karla Verlie werd de nieuwe zangers van Kadril.
In 2011 bracht Kadril het dubbel-cd-verzamelalbum Grand Cru uit. Dat bevatte naast een selectie uit hun vorige cd's ook onuitgegeven nieuwe opnamen.
In 2014 verscheen de cd Archaï.
Op 9 januari 2017 overleed gitarist Lieven Huys op vijftigjarige leeftijd plotseling aan hartfalen.
Tijdens het optreden op Na Fir Bolg 2017 trad Patrick Riguelle terug met Kadril op.
In 2022 verscheen de voorlopig laatste cd "Jolie Flamande".

## Leden

#### Huidige leden
- Peter Libbrecht – viool, zang, percussie, mondharmonica,... (1976-)
- Bart De Cock – doedelzak, nyckelharpa, accordeon (1976-)
- Erwin Libbrecht – akoestische gitaar, Irish bouzouki, banjo, zang (1976-)
- Koen Dewaele – bas (1999-)
- Jan De Neve – drums (dec. 2024-)
- Kimberly Claeys – zang (2019-)

#### Oud-leden
- Harlind Libbrecht – mandoline, dulcimer, slide guitar, zang (1976-2018), (overleden in 2025)
- Hans Quaghebeur – draailier, accordeon, fijfer, hakkebord, banjo,... (1986-2010)
- Jo Van Houtte – contrabas (1986-?)
- Patrick Riguelle – zang (1990-1997)
- Dirk Verhegge – elektrische gitaar, banjo (1990-2012)
- Willy Seeuws – drums (1990-1994)
- Philippe Mobers – drums (1994-2003, 2004-2011)
- Eva De Roovere – zang (1998-2004)
- Ron Reuman – drums (2003-2004)
- Mariken Boussemaere – zang, dwarsfluit (2004-2009)
- Karla Verlie - zang, accordeon (2009-2019)
- Lieven Huys  – elektrische gitaar (2013-2017, overleden in 2017)

## Albums
- Kadril (1986)
- De vogel in de muite (1990)
- Nooit met krijt (1994)
- De groote boodschap - Live (1996)
- Eva (1999)
- All the best (2001)
- Pays (2003)
- La paloma negra (2004)
- De andere kust (2005)
- Mariage (2009)
- Grand Cru (2011)
- Archaï (2014)
- Jolie Flamande (2022)